# Paracapnia baumanni
Paracapnia baumanni is een steenvlieg uit de familie Capniidae. De wetenschappelijke naam van de soort is voor het eerst geldig gepubliceerd in 2010 door Kondratieff & Lee.